# Игнатавичюс, Эвалдас
Э́валдас Игната́вичюс (лит. Evaldas Ignatavičius; 8 февраля 1967, Укмерге) — литовский дипломат, посол Литвы в Республике Беларусь (2013—2016); поэт.

## Биография
Родился в Укмерге. Закончил филологический факультет Вильнюсского университета (1992). В 1994 году окончил курсы дипломатии в Институте международных отношений Лидса (Великобритания). Работал в Отделе Восточной и Центральной Европы Министерства иностранных дел Литвы (1991—1995). В 1995—1998 годах занимал должность советника посольства Литовской Республики в Республике Польша. В 1998—2000 годах был заведующим отделом Восточной Европы и Средней Азии Министерства иностранных дел Литвы, затем работал генеральным консулом Литвы в Калининграде.
В 2001—2002 годах был вице-министром иностранных дел, в 2002—2003 годах — государственным секретарём Министерства иностранных дел Литвы.
В 2002—2004 годах работал преподавателем Института международных отношений и политических наук Вильнюсского университета. В 2004 году секретарь Министерства иностранных дел и затем с 1 сентября 2004 года до 14 января 2009 года Чрезвычайный и полномочный посол Литовской Республики в Федеративной Республике Германия. С 19 января 2009 года секретарь Министерства иностранных дел Литвы. С 2009 по 2012 — вице-министр иностранных дел. 20 марта 2013 года был назначен послом Литовской Республики в Республике Беларусь. Правительство Литовской Республики приняло решение с 11 июля 2016 года отозвать Игнатавичюса с поста посла в Белоруссии. Его сменил директор Консульского департамента Министерства иностранных дел Андрюс Пулокас, приступивший к обязанностям 8 августа 2016 года.
Владеет английским, немецким, польским, русским, белорусским языками.
Публиковал стихотворные произведения в сборниках поэзии „Svetimi“ (1994) и „Iš Vilniaus į Vilnių“ (2008), „Svetimi po 20“ (2014), в антологии литовских хайку „Vėjo namai = A home for the wind“ (2009). Издал книгу стихотворений „Laikinųjų reikalų patikėtinis: eilėraščiai“ (Vilnius: Lietuvos rašytojų sąjungos leidykla, 2008). С 2010 года член Союза писателей Литвы.
Награждён Командорским крестом ордена «За заслуги перед Литвой»,  кавалерским крестом ордена Заслуг перед Республикой Польша (1999, Польша), офицерским крестом ордена Трёх звёзд (2001, Латвия) и большим крестом ордена Заслуг (23 августа 2003 года, Португалия).
Женат, двое детей — сын и дочь.